# بورغاتوريوس
بورغاتوريوس هو جنس من سبعة أنواع منقرضة من الثديات المشيمية، ويعتقد عادة أنها أقدم مثال على الرئيسيات أو أسلافها البدائية. يُعتبر هذا الجنس سلفًا أوليًا لمجموعة الرئيسيات الشكلية (Primatomorpha) التي سبقت ظهور البليسيادابيفورمس (Plesiadapiformes)، يعود تاريخ هذه الكائنات إلى ما يقرب من 66 مليون سنة.   تم الإبلاغ عن أولى بقايا بورغاتوريوس (النوعان P. unio و P. ceratops) عام 1965،  وجدت فيما يُعرف الآن بتكوين تولوك (Tullock Formation) في شرق مونتانا حاليا والذي يعود إلى العصر الباليوجيني المبكر (مرحلة البويركان - Puercan). وُجدت هذه البقايا تحديدًا في تل بورغاتوري (Purgatory Hill)، الذي اشتُق منه اسم الحيوان، في رواسب يُقدَّر عمرها بحوالي 63 مليون سنة، بالإضافة إلى تل هاربيخت (Harbicht Hill) ضمن القسم السفلي من تكوين هيل كريك الذي يعود إلى العصر الباليوسيني المبكر. يقع كلا الموقعين في مقاطعة ماكون، مونتانا .
تم العثور على بقايا بورغاتوريوس أيضًا في تكوين رافينسكراج، كما تم اكتشافه على نطاق واسع في مجموعة باغ كريك التي تعود إلى أوائل العصر الباليوسيني، جنبًا إلى جنب مع أحافير الليبتيكتيدات.  كانت هذه الرواسب تُعتبر في السابق من أواخر العصر الطباشيري، لكن أصبح من الواضح الآن أنها قنوات تعود إلى العصر الباليوسيني، وتحتوي على تجمعات أحفورية تعكس فترات زمنية مختلفة. يُعتقد أن بورغاتوريوس كان بحجم الفئران (حوالي 15 سم طولًا و 37 جرامًا وزنًا)، وكان حيوانًا حشريًا نهاريًا، يعيش في جحور صغيرة تحت الأرض. في حياته، كان من المحتمل أن يشبه بورغاتوريوس السنجاب أو زبابيات الشجر (ومن الأرجح أن يشبه هذه الأخيرة، نظرًا لأنها تُعتبر من أقرب الأقارب الحية للرئيسيات، ويُعتقد أن بورغاتوريوس هو السلف الأول للرئيسيات). أقدم بقايا لـ بورغاتوريوس تعود إلى حوالي 65.921 مليون سنة مضت، أي بين 105 آلاف إلى 139 ألف سنة بعد حدود حدود العصر الطباشيري-البوليجاسي.  